# Zeuxidia ameythystus
Zeuxidia ameythystus är en fjärilsart som beskrevs av Butler 1865. Zeuxidia ameythystus ingår i släktet Zeuxidia och familjen praktfjärilar. Inga underarter finns listade i Catalogue of Life.